# Hidetaka Miyazaki
Hidetaka Miyazaki (宮崎 英高 Miyazaki Hidetaka, nascut a Shizuoka, a la Prefectura de Shizuoka, Japó) és un director de videojocs i president de la companyia de videojocs FromSoftware. Miyazaki va començar a treballar a FromSoftware com a programador el 2004, i després d'haver dirigit Armored Core 4 i Armored Core: For Answer, va passar a ser internacionalment conegut com el creador i director de la sèrie Souls.
Tot i que Miyazaki va dirigir el primer i el tercer joc de la sèrie Souls, no va dirigir-ne el segon, Dark Souls II, on només hi va participar com a supervisor a causa del desenvolupament paral·lel de Bloodborne. Després del llançament de Bloodborne, Miyazaki va retornar com a director per a Dark Souls III.
Les influències de Miyazaki's en el disseny de videojocs i en el seu estil narratiu prové de diversos autors i mangakes, d'altres dissenyadors de videojocs com Fumito Ueda i Yuji Horii, així com de l'arquitectura europea i asiàtica. Els jocs de Miyazaki acostumen a utilitzar un llindar de dificultat molt alt i un disseny de nivells rebuscat. Miyazaki fa un ús prominent de la narrativa ambiental, proporcionant gran part de l'argument a través de pistes indirectes o d'epígrafs.

## Primers anys
Miyazaki afirma que va créixer essent "terriblement pobre" a Shizuoka. Era un gran lector, però la seva família no es podien permetre llibres o manga, així que els havia d'agafar a la biblioteca. Els llibres que llegia acostumaven a estra més enllà de les seves capacitats, amb parts del text que no comprenia del tot. Miyazaki afirma que feia ús de la imaginació per a omplir els buits amb l'ajuda d'il·lustracions, una pràctica que l'inspirà posteriorment a l'hora de dissenyar videojocs

## Carrera professional
Després de graduar-se en Ciències Socials a la Universitat de Keiō, Miyazaki va començar a treballar com a comptable per a Oracle Corporation. Gràcies a la recomanació d'un amic, Miyazaki va començar a jugar a Ico (2001), fet que va provocar que es plantegés un canvi professional dedicant-se al disseny de videojocs. A l'edat de 29 anys va fitxar per FromSoftware, on va començar a treballar com a planificador a Armored Core: Last Raven el 2004. Més endavant, Miyazaki va dirigir el desenvolupament d'Armored Core 4 i de la seva seqüela directa, Armored Core: For Answer.
Quan va saber del que més endavant es convertiria en Demon's Souls, Miyazaki va es va emocionar davant la perspectiva d'un joc de rol d'acció de fantasia i es va oferir a ajudar.. El projecte, fins que es va ser assignat a Miyazaki, havia estat considerat un fracàs per l'empresa, amb Miyazaki afirmant que "em vaig imaginar si podia trobar una manera de prendre el control del joc, podria convertir-lo en tot el que volia. El millor de tot era que si les meves idees fracassaven, a ningú li importaria: ja era un fracàs "." Tot i que el joc va ser rebut negativament al Tokyo Game Show de 2009 i es va vendre molt per sota de les expectatives de llançament, va començar a remuntar després d'uns mesos i aviat va trobar editors disposats a llançar el títol fora del Japó. Després del llançament i l'èxit de Dark Souls, el successor espiritual de Demon Souls el 2011, Miyazaki va ser ascendit a la posició de president de la companyia el maig del 2014.
Després del llançament de l'edició Prepare to Die de Dark Soulsl'agost del 2012, Sony Computer Entertainment va contactar amb FromSoftware per a desenvolupar un nou títol exclusiu per a la 8a generació de consoles, que es convertiria en Bloodborne. La història de la nova IP no tenia cap connexió amb cap títol anterior de FromSoftware's tot i que Miyazaki va dir que "duia l'ADN de Demon's Souls i el seu disseny de nivells". El desenvolupament va ser paral·lel al de Dark Souls II, que Miyazaki simplement va supervisar, ja que no va poder dirigir els dos títols simultàniament.
Després del llançament de Bloodborne al març de 2015, Miyazaki va tornar a la sèrie Souls com a director de Dark Souls III, amb l'assistència de Isamu Okano i Yui Tanimura, directors d'Steel Battalion: Heavy Armor i de Dark Souls II respectivament. El títol es va estrenar al Japó al març de 2016 i a tota la resta del món el mes següent. A l'abril de 2016, Miyazaki va revelar que ell i FromSoftware estaven treballant en una nova propietat intel·lectual, no relacionada amb la sèrie Souls, de la qual se'n volia apartar.

## Influències i estil

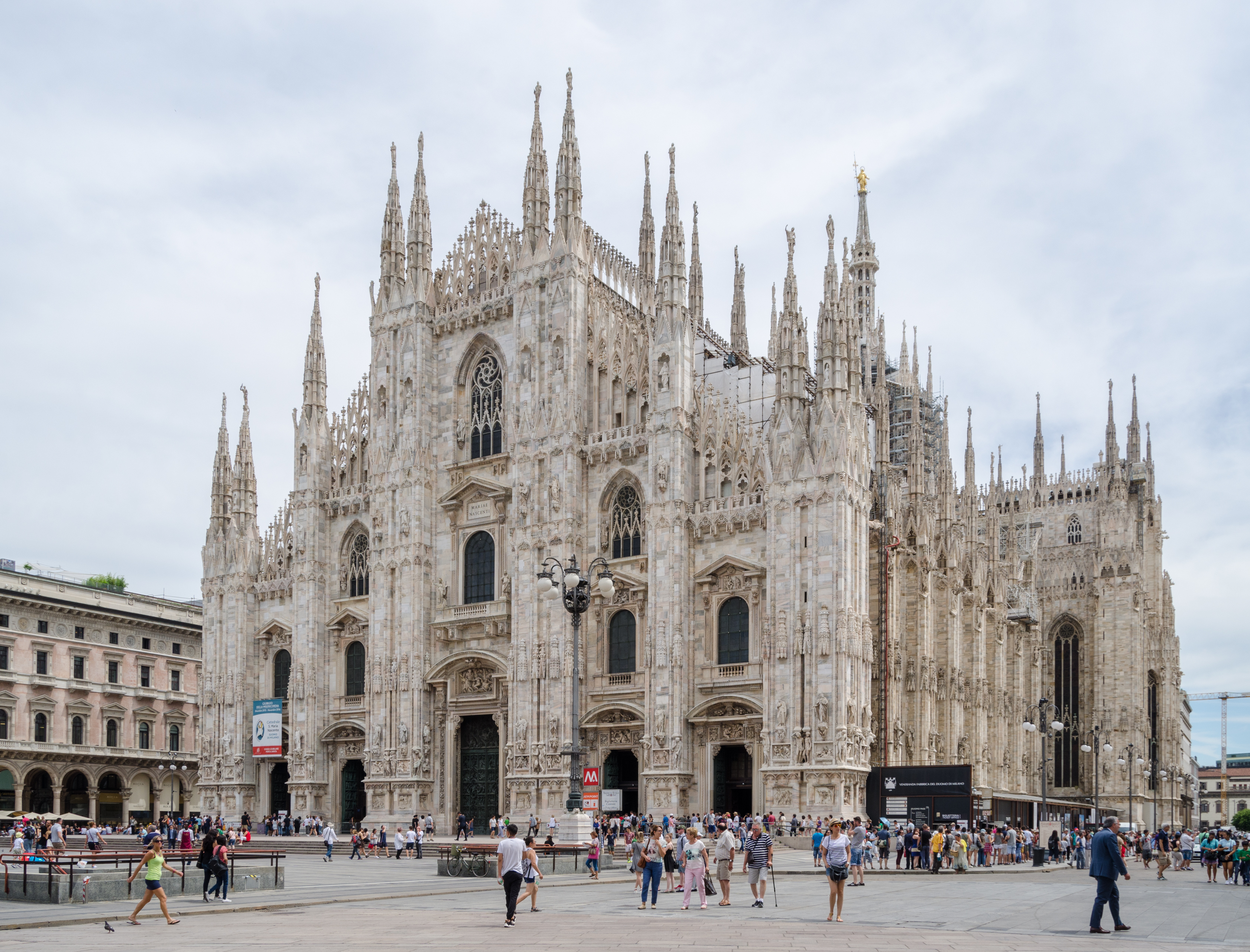
Miyazaki i el seu equip es van inspirar en la Catedral de Milà per a Dark Souls, basant-s'hi a l'hora de crear una àrea central del joc.

Les influències de Miyazaki inclouen videojocs com Ico, tels primers jocs de Dragon Quest, les sèries de The Legend of Zelda i King's Field, sèries manga com Berserk, Saint Seiya, JoJo's Bizarre Adventure, i Devilman, les obres de H. P. Lovecraft, Bram Stoker, i George R. R. Martin, i llibres joc com Sorcery! i RuneQuest. Miyazaki també està influenciat per l'arquitectura europea, i sovint ho fa servir com a mitjà narratiu.
Miyazaki va afirmar que la notable dificultat de la sèrie Souls no tenia cap intenció de ser "més difícil que d'altres títols". Més aviat, la dificultat era una part del procés que donava als jugadors "un sentit d'assoliment al superar grans obstacles", a la vegada que incentiva els jugadors a "experimentar més amb les equipacions dels personatges i les armes a utilitzar". Sobre el seu estil narratiu, Miyazaki va declarar que prefereix que els jugadors interpretin el món per si mateixos, afirmant que el jugador obté més profit quan "ell mateix troba pistes sobre l'argument en objectes o per mitjà dels personatges secundaris que es troben".

## Obres
| Títol                                   | Any de llançament | Plataforma original                                                                 | Direcció | Disseny | Producció | Altres       |
| --------------------------------------- | ----------------- | ----------------------------------------------------------------------------------- | -------- | ------- | --------- | ------------ |
| Armored Core: Last Raven                | 2005              | Playstation 2                                                                       | -        | -       | -         | Planificador |
| Armored Core 4                          | 2006              | PlayStation 3 i Xbox 360                                                            | Sí       | -       | -         | -            |
| Armored Core: For Answer                | 2008              | PlayStation 3 i Xbox 360                                                            | Sí       | -       | -         | -            |
| Demon's Souls                           | 2009              | Playstation 3                                                                       | Sí       | -       | -         | -            |
| Dark Souls                              | 2011              | PlayStation 3 i Xbox 360                                                            | Sí       | -       | Sí        | -            |
| Dark Souls II                           | 2014              | Microsoft Windows, PlayStation 3 i Xbox 360                                         | -        | -       | -         | Supervisor   |
| Dark Souls II: Scholar of the First Sin | 2015              | Microsoft Windows, PlayStation 4, Xbox One, PlayStation 3 i Xbox 360                | -        | -       | -         | Supervisor   |
| Bloodborne                              | 2015              | PlayStation 4                                                                       | Sí       | -       | -         | -            |
| Dark Souls III                          | 2016              | Microsoft Windows, PlayStation 4 i Xbox One                                         | Sí       | -       | -         | -            |
| Elden Ring                              | 2022              | Microsoft Windows, PlayStation 4, PlayStation 5, Xbox One, Xbox Series X i Series S | Sí       | -       | -         | -            |